# William E. Watson
William E. Watson er en amerikansk historiker og historieprofessor ved Immaculata University i Pennsylvania USA.
Warson har en doktorgrad i historie fra University of Pennsylvania, taget i 1990 på disputatsen med titlen: The Hammer and the Crescent: Contacts Between Andalusi Muslims, Franks, and Their Successors in Three Waves of Muslim Expansion into Francia.